# Dallas Cowboys 1997
La stagione 1997 dei Dallas Cowboys è stata la 38ª della franchigia nella National Football League. Per la prima volta dal 1990 la squadra terminò con un bilancio negativo e non si qualificò per i playoff.

## Calendario

### Stagione regolare
| Avversario             |    |    | Risultato | Pubblico |
| ---------------------- | -- | -- | --------- | -------- |
| at Pittsburgh Steelers | 37 | 7  | V         | 60,397   |
| at Arizona Cardinals   | 22 | 25 | S         | 71,578   |
| Philadelphia Eagles    | 21 | 20 | V         | 63,942   |
| Chicago Bears          | 27 | 3  | V         | 64,082   |
| at New York Giants     | 17 | 20 | S         | 77,137   |
| at Washington Redskins | 16 | 21 | S         | 76,159   |
| Jacksonville Jaguars   | 26 | 22 | V         | 64,464   |
| at Philadelphia Eagles | 12 | 13 | S         | 67,106   |
| at San Francisco 49ers | 10 | 17 | S         | 68,657   |
| Arizona Cardinals      | 24 | 6  | V         | 64,302   |
| Washington Redskins    | 17 | 14 | V         | 64,559   |
| at Green Bay Packers   | 17 | 45 | S         | 60,111   |
| Tennessee Oilers       | 14 | 27 | S         | 63,421   |
| Carolina Panthers      | 13 | 23 | S         | 63,251   |
| at Cincinnati Bengals  | 24 | 31 | S         | 60,043   |
| New York Giants        | 7  | 20 | S         | 63,746   |